# Экгонин
Экгони́н — органическое вещество с формулой C9H15NO3, тропановый алкалоид, содержащийся в листьях коки. Структура экгонина родственна структуре кокаина.
Экгонин может быть получен кислотным или щелочным гидролизом кокаина. Кристаллизуется с одной молекулой воды. Кристаллы плавятся при 198—199 °C. Экгонин легко растворим в воде и трудно — в органических растворителях.

## Синтез
Экгонин может быть синтезирован исходя из диальдегида янтарной кислоты, метиламина и моноэтилового эфира ацетондикарбоновой кислоты. На первой стадии из них по Робинсону-Шепфу в цитратном буфере синтезируется (+,-)-2-карбометокситропинон, который затем разделяется на энантиомеры последовательной кристаллизацией его солей с (-)- и (+)-винными кислотами. Выделенный в результате перекристаллизации (-)-2-карбометокситропинон восстанавливается амальгамой натрия с образованием метилового эфира (+)-экгонина, который далее омыляется до экгонина.
Полусинтетические методы получения экгонина основываются на модификации алкалоидов тропанового ряда. Так, сам экгонин может быть получен гидролизом смеси алкалоидов - сложных эфиров экгонина (кокаин,  циннамилкокаин, α- и β-труксиллины), выделенных из листьев растений рода Erythroxylum. Экгонин также может быть синтезирован карбоксилированием тропанона, получаемого окислением тропина, образующегося при гидролизе алкалоида белены гиосциамина.

## Свойства
Метиловый эфир (-)-экгонина при действии щелочей в метаноле изомеризуется в (+)-экгонин, бензоилированием которого синтезируют псевдококаин.
Экгонин легко алкилируется алкилгалогенидами по азоту с образованием четвертичных солей, их расщепление по Гофману сопровождается дегидратацией и ведёт к образованию циклогептатриенкарбоновой кислоты.

## Правовой статус
Экгонин, его сложные эфиры и производные, которые могут быть превращены в экгонин и кокаин, внесены в Список I наркотических средств, оборот которых в Российской Федерации запрещён в соответствии с законодательством Российской Федерации и международными договорами Российской Федерации).